# NURBS
NURBS, kratica od »Non Uniform Rational Basis Spline«, kar je prevedljivo kot »neenakomerna racionalna osnovna krivulja«. 
V to kategorijo spada Bézierova krivulja in podobne ter Slovencem manj znana posebna oblika teh krivulj planicoida, posebej razvita za opis letalnice v Planici.
Te oblike krivulj se uporabljajo v grafiki, 3D-modeliranju, arhitekturi, še zlasti pa pri projektiranju letal, avtomobilov in ladij ter ostalih izdelkov sodobnega oblikovanja.